# Анна фон Нюрнберг
Анна фон Нюрнберг или Анна фон Цолерн-Нюрнберг (на немски: Anna von Nürnberg, Anna von Zollern-Nürnberg; * ок. 1314 в Нюрнберг; † сл. 1340) от род Хоенцолерн е бургграфиня от Нюрнберг и чрез женитба ландграфиня на Лойхтенберг (1328 – 1334).
Тя е дъщеря на бургграф Фридрих IV фон Нюрнберг (1287 – 1332) и съпругата му принцеса Маргарета от Каринтия (1290 – 1348) от род Горица-Тирол, дъщеря на граф Албрехт фон Тирол († 1292), и внучка на херцог Майнхард II.
Сестра е на Йохан II († 1357), бургграф на Нюрнберг, Конрад III († 1334), бургграф на Нюрнберг, Фридрих фон Цолерн-Нюрнберг († 1368), княжески епископ на Регенсбург (1340 – 1365), Албрехт Красивия († 1361), бургграф на Нюрнберг, Бертхолд фон Цолерн († 1365), княжески епископ на Айхщет (1351 – 1365).

## Фамилия
Анна фон Нюрнберг се омъжва на 23 април 1328 г. за ландграф Улрих I фон Лойхтенберг (* 1293; † 23 ноември 1334), син на Гебхард VI (1230 – 1293) и Юта фон Шлюселберг (1260 – 1309). Тя е втората му съпруга. Те имат децата:
- Маргарета (* 1320; † 1380), омъжена I. 1337 г. за Йохан (фон Халс († 1348), II. 1349 г. за Хайнрих фон Нойхауз († 1364)
- Елизабет (* 1325; † 25 юли 1361), омъжена през 1349/1350 г. за граф Йохан I фон Хенеберг-Шлойзинген († 1359)
- Анна (* 1327; † 11 юни 1390), омъжена 1340 г. за Крафт III фон Хоенлое-Вайкерсхайм († 1371)
- Улрих II (* 1328; † 1378), ландграф, получава Запада, женен пр. 1354 г. за Маргарета фон Фалкенберг († сл. 1399)
- Йохан I (1330; † 1407) получава Изтока, женен I. 1353 г. за Марцела фон Розенберг († 1380), II. 1398 г. за Елизабет фон Вайнсберг († 1415)